# قره‌بلاغ (قوبا)
قره‌بلاغ (به لاتین: Qarabulaq) یک منطقه مسکونی در جمهوری آذربایجان است که در شهرستان قوبا واقع شده‌است.